# 阿莫里烏姆四十二烈士
阿莫里烏姆四十二烈士是指在838年時，阿拔斯帝國洗劫阿莫里烏姆時俘虜的42名東羅馬帝國高級官員。到了845年，這群人在遭到阿拔斯帝國囚禁7年後，因為拒絕接受命令宣誓和皈依伊斯蘭教，最終遭到處死。天主教會和東正教會將3月6日列為紀念他們的紀念日，並將其視為聖徒。